# Clásica Aiztondo
La Clásica Aiztondo es una prueba ciclista de categoría amateur que se celebra en España, en la localidad guipuzcoana de Asteasu. Esta prueba forma parte de la Copa de España de Ciclismo.

## Palmarés
| Año  | Ganador                                      | Segundo                   | Tercero                  |
| ---- | -------------------------------------------- | ------------------------- | ------------------------ |
| 2003 | José Ángel Gómez Marchante                   | Julen Urbano              | Juan José Cobo           |
| 2004 | Carlos Castaño Panadero                      | Jordi Grau                | Rodrigo García Rena      |
| 2006 | Didac Ortega                                 | Eduardo de Miguel         | Jorge Martín Montenegro  |
| 2007 | Óscar Pujol                                  | Gonzalo Zambrano          | Iker Aramendia           |
| 2008 | David Belda                                  | David Gutiérrez Gutiérrez | Luis Maldonado           |
| 2009 | Jorge Martín Montenegro                      | Francisco Javier Martínez | Javier Iriarte           |
| 2010 | Víctor de la Parte                           | Eduard Prades             | Raúl Alarcón             |
| 2011 | Eduard Prades                                | Omar Fraile               | David Gutiérrez Palacios |
| 2012 | Ibai Salas                                   | Mike Terpstra             | Juan Ignacio Pérez       |
| 2013 | Vicente García de Mateos                     | Alberto Gallego           | Julen Mitxelena          |
| 2014 | Antton Ibarguren                             | Samuel Nicolás            | Juan Ignacio Pérez       |
| 2015 | Mikel Iturria                                | Rafael Márquez            | Juan Ignacio Pérez       |
| 2016 | Jaume Sureda                                 | Daniel Sánchez            | Fernando Barceló         |
| 2017 | Gonzalo Serrano                              | Antonio Soto              | Jaume Sureda             |
| 2018 | Eusebio Pascual                              | Carlos Cobos              | Juan Pedro López         |
| 2019 | Ángel Fuentes                                | Roger Adriá               | Francisco Galván         |
| 2020 | Cancelada debido a la situacion del COVID-19 |                           |                          |
| 2021 | Marc Brustenga                               | Miguel Valls              | Pablo García             |
| 2022 | Fernando Tercero                             | Mikel Retegi              | Pablo Castrillo          |
| 2023 | Anulada                                      |                           |                          |
| 2024 | Mateu Estelrich                              | Haimar Etxeberria         | Ander Ganzabal           |
| 2025 | Perez Cesar                                  | Crozzolo Fabrizio         | Rey Martin               |

## Palmarés por países
| País      | Victorias |
| --------- | --------- |
| España    | 18        |
| Argentina | 1         |